# Ernst Kolb

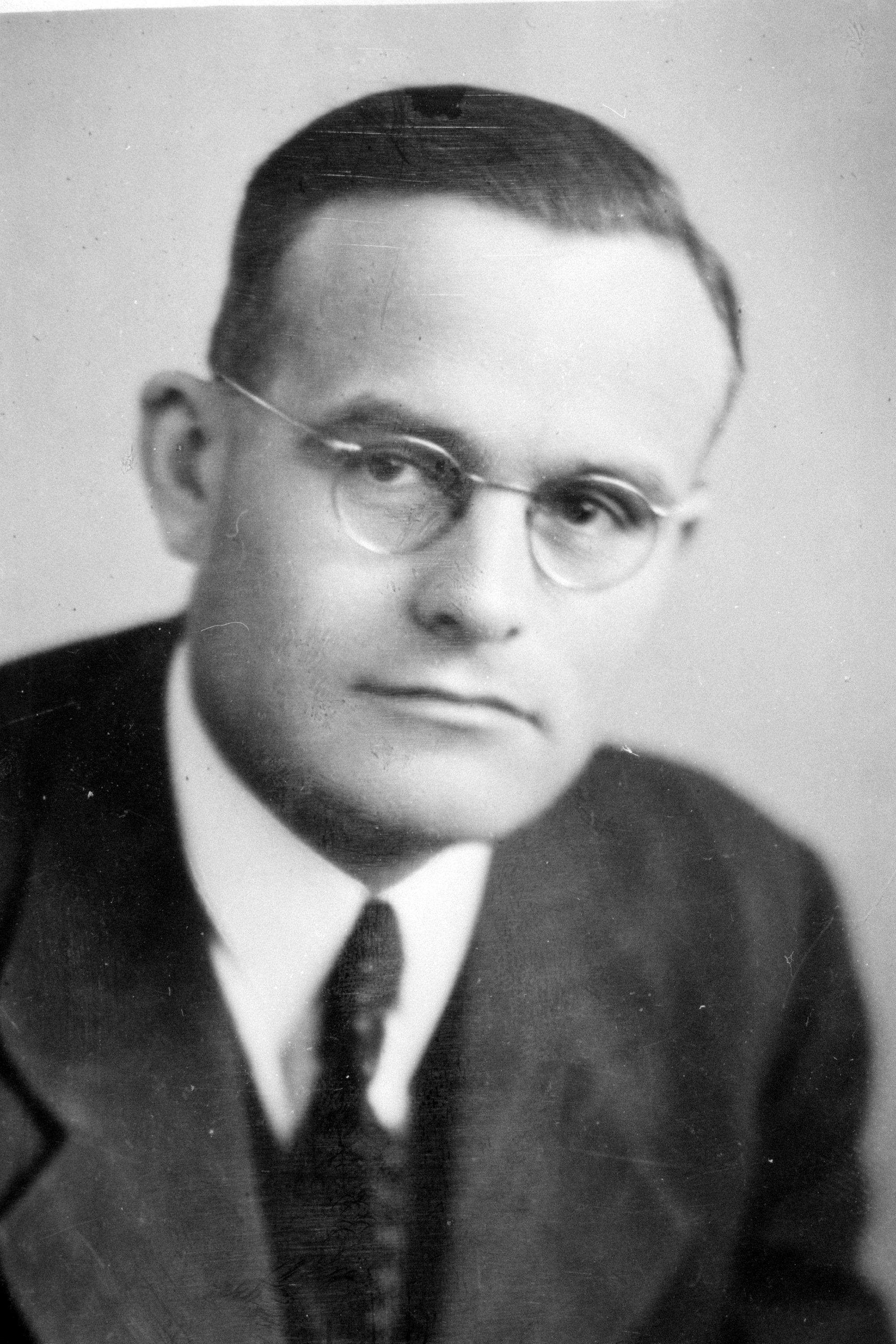
Ernst Kolb

Ernst Kolb (* 9. Jänner 1912 in Lauterach; † 23. September 1978 in Bregenz) war ein österreichischer Politiker (ÖVP), maßgeblich am Wiederaufbau der Staatsoper in Wien beteiligt und Universitätsprofessor für Öffentliches Recht sowie Rektor der Universität Innsbruck. 

## Leben
Ernst Kolb wuchs als Sohn des Schuldirektors Josef Kolb und dessen Frau Paula (geb. Müller) in Lauterach auf. Nach dem Besuch der Volksschule in Lauterach und ging er an das Zisterziensergymnasiums Mehrerau, das er mit der Matura am 24. Juni 1931 abschloss. Kolb studierte einige Semestern Theologie in Brixen und dann Philosophie sowie Rechts- und Staatswissenschaften an der Universität Innsbruck, wo er am 19. Dezember 1936 promoviert wurde.
Mit seiner Frau Irma (geb. König) hatte er zwei Töchter, einen Sohn und einen Adoptivsohn. Er starb 1978 an einer Viruserkrankung und ist am Friedhof der Pfarre St. Gallus in Bregenz begraben.

## Politische und berufliche Laufbahn
Nach dem Studium wurde er 1937 Lehrer an der Staatsgewerbeschule Bregenz und im gleichen Jahr Sekretär des Vorarlberger Gewerbeverbandes. 1943 wurde er aus politischen Gründen entlassen und ein Gauverbot gegen ihn verhängt. Er übte nun verschiedene kaufmännische Tätigkeiten aus, unter anderem bei einer Molkerei in Sonthofen im Allgäu. Gegen Kriegsende wurde er einberufen und kam zu einer Artillerieeinheit.
Nach Kriegsende leitete er für kurze Zeit die Rathauskanzlei in Bregenz, war provisorischer Kammeramtsdirektor im Landeswirtschaftsamt Vorarlberg und ab dem Sommer 1946 Geschäftsführer der Sektion Handel der Handelskammer Wien und anschließend der Bundeswirtschaftskammer. Von 19. Dezember 1945 bis zum 8. November 1949 war er Abgeordneter zum österreichischen Nationalrat und vom 8. November 1949 bis zum 29. Oktober 1959 Mitglied des Bundesrates.
In der Regierung von Bundeskanzler Leopold Figl war er von 18. Februar 1948 bis zum 23. Januar 1952 Minister für Handel und Wiederaufbau. 1951 erreichte er die Anerkennung des Handelsvertrages von 1928 durch die Vereinigten Staaten, was einen Großteil der Versorgung Österreichs mit Bedarfsgütern ermöglichte und den Grundstein für den Wiederaufbau des Landes legte. Am 23. Januar 1952 wechselte er das Ministerium und war bis 31. Oktober 1954 Unterrichtsminister. In dieser Zeit machte er die Entscheidung seiner Vorgänger Ernst Fischer und Felix Hurdes teilweise rückgängig: Das Schulfach „Unterrichtssprache“ wurde in „Deutsche Unterrichtssprache“ umbenannt. In dieser Zeit wurde auch der Wiederaufbau der Wiener Staatsoper vorangetrieben. 1954 ging er wieder nach Bregenz und war bis 1959 Landesstatthalter von Vorarlberg und für die Ressorts Gesetzgebung, Polizei, Innere Angelegenheiten, Kirchliche Angelegenheiten und Kultur zuständig. 
1959 wurde Ernst Kolb ohne Habilitation zum ordentlichen Universitätsprofessor für Staats- und Verwaltungsrecht an der Universität Innsbruck berufen. Im Studienjahr 1961/62 stand er als Dekan der Rechtswissenschaftlichen Fakultät vor und wurde für Studienjahr 1967/68 zum Rektor gewählt. In dieser Zeit war er auch als Syndikus der Bundeskammer der gewerblichen Wirtschaft tätig.

## Sonstiges
Kolb war ab 1936 Mitglied der katholischen Studentenverbindung AV Austria Innsbruck, und später wurde er noch Mitglied der KÖStV Rudolfina Wien und der KÖHV Carolina Graz.
1952 wurde Ernst Kolb von Kardinal-Großmeister Nicola Kardinal Canali zum Komtur mit Stern des Ritterordens vom Heiligen Grab zu Jerusalem ernannt und am 25. August 1952 in der Stiftskirche von Nonnberg in Salzburg investiert. 1978 war Kolb erster Leitender Komtur der Komturei Bregenz.
1974 wurde er zum Präsidenten des Österreichischen Katholikentages in Wien berufen.
Ernst Kolb erhielt 1954 das Große Goldene Ehrenzeichen am Bande für Verdienste um die Republik Österreich und 1968 das Goldene Ehrenzeichen des Landes Vorarlberg.

## Schriften (Auswahl)
- Ernst Kolb: Nachkriegsaufgaben im öffentlichen Recht. Eigenverlag, Bregenz 1959.
- Ernst Kolb: Das Förderungswesen unter dem Blickwinkel des Legalitätsprinzips. Manz, Wien 1964.
- Ernst Kolb: Du Ländle meine teure Heimat. Herold, Wien / München 1965.
- 100 Jahre Bodensee-Geschichts-Verein. Festrede, in: Schriften des Vereins für Geschichte des Bodensees und seiner Umgebung, 87. Jg. 1969, S. XXIX (Digitalisat)
- Ernst Kolb: Einführung in das österreichische Verfassungsrecht für Sozial- und Wirtschaftswissenschaftler. In: Studienreihe zum öffentlichen Recht und zu den politischen Wissenschaften. Band 3. Braumüller, Wien 1973.
- Ernst Kolb, Konrad Arnold, Tilman Teschner: Wirtschafts-Verwaltungsrecht nach dem Stand vom 1. Oktober 1976. Erhard, Rum 1977.
- Herbert Schambeck, Eugen Thurnher (Hrsg.): Ernst Kolb – Glaube, Wissenschaft, Politik als Aufgabe und Verpflichtung. Ausgewählte Reden und Aufsätze. Eugen Russ, Bregenz 1982.